# Róbert Ruffíni
Róbert Ruffíni (né le 26 janvier 1967 à Lučenec) est un athlète tchécoslovaque (slovaque), spécialiste du saut en hauteur.
Son meilleur saut est de 2,34 m, actuel record de Slovaquie, le 3 juillet 1988 à Prague.